# Euricania stellata
Euricania stellata är en insektsart som beskrevs av William Lucas Distant 1914. Euricania stellata ingår i släktet Euricania och familjen Ricaniidae. Inga underarter finns listade i Catalogue of Life.